# Afromochtherus atrox
Afromochtherus atrox là một loài ruồi trong họ Asilidae. Afromochtherus atrox được Tsacas miêu tả năm 1969.